# Gos d’Atura Català
Der Katalanische Schäferhund (Katalanisch Gos d'Atura Català; Französisch Berger catalan; Spanisch Perro de Pastor Catalán) ist eine von der FCI anerkannte spanische Hunderasse (FCI-Gruppe 1, Sektion 1, Standard Nr. 87).

## Herkunft und Geschichtliches
Der Katalanische Schäferhund stammt aus den katalanischen Pyrenäen. Er wurde zum Führen der Herden eingesetzt und hat sich daher in alle katalanischen Hirtengebiete verbreitet. Mit Merinoschafen kamen die Wanderhirten in andere Länder  und brachten von dort einheimische Hundetypen mit. Das Aussehen der Hunde blieb aber in etwa das gleiche. Auch heute ist der Gos d'Atura Català ein Hund der Hirten. 
Max von Stephanitz war einer der ersten kynologischen Autoren, der den Gos d'Atura in seinem Werk Der Deutsche Schäferhund in Wort und Bild ausführlich erwähnte. Gos ist die katalanische Bezeichnung für Hund, d'Atura sagt, dass der Hund bei der Herde eingesetzt wird und beim Treiben hilft.
Das erste Stammbuch erschien 1915, bis 1924 wurden nur vier Hunde eingetragen, für die Zucht zu wenig. Das änderte sich nach der Ausstellung 1929 in Barcelona etwas. Der Tierarzt Augustin Franco aus Ribes de Freser (Provinz Girona) erarbeitete einen Standard, der 1929 von der FCI anerkannt wurde. Der Gos d’Atura Català war damit die erste von der FCI anerkannte spanische Hunderasse. Ab 1915 war Gos de Tura der Rassename, der heutige Name Gos d'Atura wurde 1936 eingeführt.
Nach Emil Hauck gab es 1965 noch drei sich kaum voneinander unterscheidende Rassen katalanischer Schäferhunde: den Perro de ganado, den Gos d'Atura Català, und den Perro de Pastor Catalán. Besonders die beiden letzten sind in der Beschreibung so gut wie identisch.
Aufgrund der politischen Verhältnisse in Spanien blieb die Zucht bis zur Gründung des Clubs zur Förderung des Gos d'Atura im Jahr 1978 verhalten. Zwischen 1972 und 1982 wurden insgesamt 31 Hunde als zuchttauglich bestätigt, die die dringend benötigte breitere Zuchtbasis erbrachten.
Erst Ende des 20. Jahrhunderts begann der Gos d'Atura Català auch jenseits seiner katalanischen Heimat bekannt zu werden. 1988 begann die Zucht in Deutschland und 1989 auch in der Schweiz. Langhaarige Hunde sind heute beliebt, wenn sie mittelgroß sind, einen angenehmen Charakter haben und von der Zucht her robust sind, sowie frei von rassetypischen Erkrankungen.
Der spanische der FCI angeschlossene Zuchtverband Real Sociedad Canina de España (RSCE), bemüht sich seit Jahren die Hirten dazu zu bewegen, auch ihre Hunde nach dem Standard und unter seiner Aufsicht zu züchten.

## Beschreibung
Der Katalanische Schäferhund ist laut Standard 45 bis 55 cm hoch. Er ist vielfarbig innerhalb des Fells, so dass er von weitem einfarbig erscheint. Die Grundfarben der Hunde sind loh, sandgelb, grau oder schwarz, eine Weißzeichnung ist nicht erlaubt. Das Haar ist lang, glatt oder sehr leicht gewellt, oder rau mit reicher Unterwolle. Am Kopf weist er Kinn- und Schnurrbart, Tolle und Augenbrauen auf, welche die Augen nicht verdecken. Seine Ohren sind hoch angesetzt, dreieckig, dünn, spitz zulaufend, am Kopf anliegend.
Im FCI-Rassestandard wird der Katalanische Schäferhund als sehr zurückhaltender, lebhafter und intelligenter Hund beschrieben, der dem Schäfer und der ihm anvertrauten Herde „aufopfernd ergeben“ ist. Er hält typischerweise Abstand zu Fremden und ist sehr wachsam.

## Verwendung
Der Katalanische Schäferhund findet als Hütehund und Begleithund Verwendung.